# Архітрав

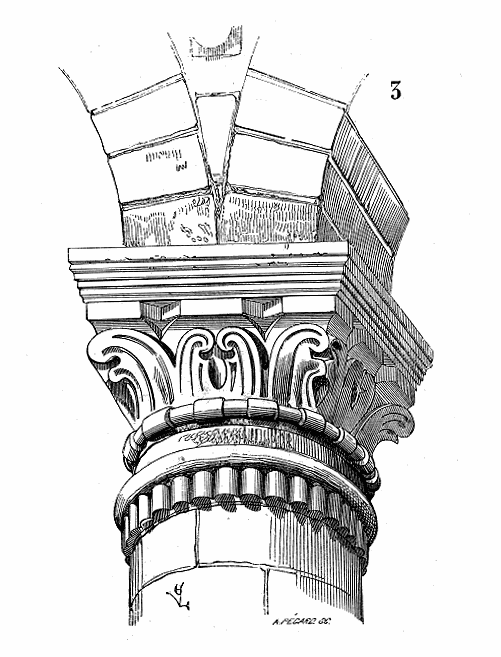
Архітрав в ордері

Архітра́в (італ. architrave, від грец. αρχη — «початок» і лат. trabs — «балка»), синонім в'язання — головна балка, що перекриває прогін між колонами; в архітектурному ордері — нижня частина антаблемента.
В класичному ордері — балка на опорах (колонах, стовпах, пілонах) — кам'яний брус, що тримає фриз і карниз ордеру (все разом — антаблемент).
У сучасному значенні — будь-яка кам'яна балка, що покладена на опори.

## Види
У доричному і тосканському ордерах архітрав — рівна поверхня широкої балки.
В іонічному та коринфському ордерах — це розчленована на горизонтальні смуги поверхня; складається з трьох уступів, що названо фасціями, завдяки чому втрачається візуальна масивність.
Може зображатися на стіні, демонструючи ордерний характер композиції будівлі, або відзначати каркасний характер конструкції у фахверках.